# Sebastián Riep
Rodrigo Sebastián Riep (20 febbraio 1976) è un ex calciatore argentino, di ruolo centrocampista.